# Notre-Dame-katedralen i Tournai

Notre-Dame-katedralen i Tournai byggdes under åren 1146 - 1325. En liten kyrka byggdes på platsen under 300-talet, det har ersatts ett antal gånger med större bönehus. Katedralen finns med på Unescos världsarvslista.
Tournai är den enda staden i Belgien som varit besatt av engelsmännen, mellan 1513 och 1518, under kung Henrik VIII:s tid. År 1513 erövrade Henrik VIII Tournai efter tre dagars belägring och gjorde sin vän Thomas Wolsey till biskop i Tournai. Staden förblev engelsk i fem år.